# Benidorm Fest 2023
Die 2. Ausgabe des Benidorm Fests fand vom 31. Januar bis zum 4. Februar 2023 statt und war der spanische Vorentscheid für den Eurovision Song Contest 2023 im Vereinigten Königreich. Das Festival wurde 2023 wieder von RTVE in Kooperation mit der Stadtverwaltung von Benidorm organisiert. Es gewann Blanca Paloma mit dem Lied Eaea.

## Format

### Konzept
Am 8. Mai 2022 wurde bekannt, dass die Stadt Benidorm bereits einen Vertrag unterzeichnet hat, um den Wettbewerb ein weiteres Mal auszurichten.
Am 21. Juli 2022 stellte die spanische Rundfunkanstalt RTVE das Konzept des Festivals vor. Es sollen 18 Beiträge, und somit vier Beiträge mehr als beim Festival 2022, an der Sendung teilnehmen, die auf zwei Halbfinale aufgeteilt werden. Im Halbfinale starten somit jeweils acht Lieder, wovon jeweils vier das Finale erreichen. Im Finale treten die acht Beiträge gegeneinander an, wovon der Sieger Spanien beim Eurovision Song Contest 2023 vertreten soll. In allen Sendungen werden die Ergebnisse zu 50 % von einer Jury bestimmt. Die restlichen 50 % des Gesamtergebnisses werden von einer demoskopischen Jury und den Zuschauern zu jeweils 25 % bestimmt.

### Austragungsort
Wie im letzten Jahr fand das Benidorm Fest 2023 im Palau Municipal d’Esports l’Illa de Benidorm statt.

### Moderation
Am 19. Juli 2022 wurde Mónica Naranjo als Moderatorin des Festivals bekanntgegeben. Am 21. November 2022 gab RTVE bekannt, dass neben Mónica Naranjo und Inés Hernand auch Rodrigo Vázquez die Sendungen moderieren wird.

### Beitragswahl
Vom 1. September bis zum 10. Oktober 2022 konnten Beiträge bei RTVE eingereicht werden. Lediglich spanische Staatsbürger oder Bewohner Spaniens konnten sich bewerben. Für Gruppen galt, dass mindestens 50 % der Gruppenmitglieder Spanier sein mussten. Für Komponisten und Autoren galt, dass mindestens ein Komponist eines Beitrages in Spanien leben bzw. spanischer Staatsbürger sein musste. Das Lied sollte hauptsächlich auf Spanisch oder einer weiteren offiziellen Sprache Spaniens gesungen werden, allerdings durften bis zu 40 % des Liedes in einer anderen Sprache vorgetragen werden. Insgesamt wurden 876 Beiträge eingereicht, das sind um 10 Beiträge weniger als im Vorjahr. 394 dieser Beiträge wurden von Plattenlabels eingereicht.

### Jury
Am 19. Juli 2022 wurden die ersten zwei Jurymitglieder bekanntgegeben. Die restlichen Mitglieder wurden am 25. Januar 2023 bekanntgegeben.
Die Jury bestand aus folgenden Mitgliedern:
- Nacho Cano (Präsident der Jury)
- Christer Björkman, Teilnehmer für Schweden 1992, Produzent des Melodifestivalen von 2002 bis 2021, Coproduzent des American Song Contest
- Tali Eshkoli, israelische Delegationsleiterin von 2011 bis 2019
- Katrina Leskanich, Siegerin des Eurovision Song Contest 1997
- Wiliam Lee Adams, Blogger
- Nina, Teilnehmerin für Spanien 1989
- Irene Valiente, Moderatorin von El último lugar auf Radio 3
- Juan José Santana, Präsident der OGAE Spanien

### Programm
RTVE gab am 19. Juli 2022 auch das Programm außerhalb des Festivals bekannt. So nahmen alle Teilnehmer an einer Weihnachtsshow auf RTVE teil. Außerdem wurde auch eine tägliche Show über das Festival ausgestrahlt.

## Teilnehmer
Die Teilnehmer wurden am Abend des 25. Oktobers 2022 bekanntgegeben. Die Lieder wurden am 19. Dezember 2022 veröffentlicht. Agoney und Famous nahmen bereits 2018 am spanischen Vorentscheid teil. Damals gewann Alfred García, wodurch dieser gemeinsam mit Amaia Romero Spanien beim Eurovision Song Contest 2018 vertrat. Blanca Paloma nahm im Vorjahr ebenfalls am Benidorm Fest teil.

## Halbfinale

### Erstes Halbfinale
Das erste Halbfinale fand am 31. Januar 2023 statt. Vier Beiträge qualifizierten sich für das Finale. Folgende Künstler nahmen am ersten Halbfinale teil:
| Platz | Startnr. | Interpret    | Lied Musik (M) und Text (T) | Sprache                                              | Übersetzung (inoffiziell)    | Punkte | Punkte     | Punkte     | Punkte |
| Platz | Startnr. | Interpret    | Lied Musik (M) und Text (T) | Sprache                                              | Übersetzung (inoffiziell)    | Jury   | Demoskopie | Televoting | Gesamt |
| ----- | -------- | ------------ | --- | ---------------------------------------------------- | ---------------------------- | ------ | ---------- | ---------- | ------ |
| 1.    | 4        | Agoney       | Quiero arder M/T: Agoney Hernández Morales, Marta Martínez López, Andrés Huélamo López                                                                  | Spanisch                                             | Ich möchte brennen           | 86     | 35         | 40         | 161    |
| 2.    | 6        | Alice Wonder | Yo quisiera M/T: Alicia Climent Barriuso | Spanisch                                             | Ich würde                    | 79     | 15         | 25         | 119    |
| 3.    | 8        | Fusa Nocta   | Mi familia M/T: Ignacio Moreno González, Carlos Padilla Linares, Miriam Nares Signes                                                                    | Spanisch                                             | Meine Familie                | 65     | 25         | 28         | 118    |
| 4.    | 5        | Megara       | Arcadia M/T: Sara Jiménez Moral, Roberto La Lueta Ruíz, Israel Dante Ramos                                                                              | Spanisch                                             | Arkadien                     | 51     | 30         | 30         | 111    |
| 5.    | 2        | Aritz Arén   | Flamenco M/T: Carlos Marco, Frida Amundsen, Kaci Brown, Sam Gray, Tonino Speciale                                                                       | Englisch, Spanisch                                   | −                            | 50     | 22         | 35         | 107    |
| 6.    | 1        | Sharonne     | Aire M/T: Iván Torrent, Alejandro Barroso, Cristóbal Garrido                                                                                            | Spanisch                                             | Luft                         | 45     | 20         | 22         | 87     |
| 7.    | 7        | Meler        | No nos moverán M/T: Jonathan Geraint Burt, Francisco Javier Pagalday González, Natalia Neva Martín, Oliver García Cerón, José Héctor Portilla Rodríguez | Spanisch                                             | Sie werden uns nicht bewegen | 29     | 40         | 15         | 84     |
| 8.    | 9        | Twin Melody  | Sayonara M/T: Aitana Etxeberria, Paula Etxeberria, Jonathan Geraint Burt, Natalia Neva Martín                                                           | Spanisch, Englisch, Baskisch, Französisch, Japanisch | Auf Wiedersehen              | 29     | 28         | 20         | 77     |
| 9.    | 3        | Sofía Martín | Tuki M/T: Sofía Martín, Freddy Rochow, Claudio Maselli                                                                                                  | Spanisch                                             | −                            | 22     | 13         | 13         | 48     |

 Kandidat hat sich für das Finale qualifiziert.

### Zweites Halbfinale
Das zweite Halbfinale fand am 2. Februar 2023 statt. Vier Beiträge qualifizierten sich für das Finale. Folgende Künstler nahmen am zweiten Halbfinale teil:
| Platz | Startnr. | Interpret     | Lied Musik (M) und Text (T)                                                                    | Sprache            | Übersetzung (inoffiziell) | Punkte | Punkte     | Punkte     | Punkte |
| Platz | Startnr. | Interpret     | Lied Musik (M) und Text (T)                                                                    | Sprache            | Übersetzung (inoffiziell) | Jury   | Demoskopie | Televoting | Gesamt |
| ----- | -------- | ------------- | ---------------------------------------------------------------------------------------------- | ------------------ | ------------------------- | ------ | ---------- | ---------- | ------ |
| 1.    | 5        | Blanca Paloma | Eaea M/T: Blanca Paloma, José Pablo Polo                                                       | Spanisch           | Hey                       | 92     | 35         | 40         | 167    |
| 2.    | 9        | Vicco         | Nochentera M/T: Victoria Riba, Rubén Pérez Pérez, Joan Valls Paniza                            | Spanisch           | Die ganze Nacht           | 67     | 40         | 28         | 135    |
| 3.    | 3        | Karmento      | Quiero y duelo M/T: Carmen Toledo                                                              | Spanisch           | Ich will und ich schmerze | 47     | 30         | 35         | 112    |
| 4.    | 2        | José Otero    | Invierno en Marte M/T: José Otero, Manu Chalud, Gabriel Oré, Kenya Saiz, Karen Méndez          | Spanisch           | Winter auf dem Mars       | 63     | 22         | 20         | 105    |
| 5.    | 8        | Alfred García | Desde que tú estás M/T: Alfred García, Raúl Gómez                                              | Spanisch           | Seit du da bist           | 52     | 20         | 30         | 102    |
| 6.    | 7        | Siderland     | Que esclati tot (Que estalle todo) M/T: Uri Plana, Albert Sort, Andreu Manyós, Roger Argemí    | Katalanisch        | Lass alles explodieren    | 48     | 15         | 25         | 88     |
| 7.    | 1        | Famous        | La Lola M/T: Adrián Ghiardo, Andrés Sebastián Ramírez, Jorge de la Cruz Correa                 | Spanisch           | Die Lola                  | 46     | 28         | 13         | 87     |
| 8.    | 6        | E'Femme       | Uff! M/T: Antonio Escobar Núñez, Bárbara Reyzábal, E'Femme                                     | Englisch, Spanisch | −                         | 17     | 25         | 22         | 64     |
| 9.    | 4        | Rakky Ripper  | Tracción M/T: Raquel García Cabrerizo, Aleix Martin Font, Joan Valls Paniza, Rubén Pérez Pérez | Spanisch           | Traktion                  | 24     | 13         | 15         | 52     |

 Kandidat hat sich für das Finale qualifiziert.

## Finale
Das Finale fand am 4. Februar 2023 statt. Die Startreihenfolge gab RTVE, nach einer erfolgten Auslosung, am 3. Februar 2023 bekannt. Beim Televoting wurden insgesamt 34.997 Stimmen abgegeben.
| Platz | Startnr. | Interpret     | Lied Musik (M) und Text (T)                                                            | Sprache  | Übersetzung (inoffiziell) | Punkte | Punkte     | Punkte     | Punkte     | Punkte     | Punkte |
| Platz | Startnr. | Interpret     | Lied Musik (M) und Text (T)                                                            | Sprache  | Übersetzung (inoffiziell) | Jury   | Demoskopie | Televoting | Televoting | Televoting | Gesamt |
| Platz | Startnr. | Interpret     | Lied Musik (M) und Text (T)                                                            | Sprache  | Übersetzung (inoffiziell) | Jury   | Demoskopie | Stimmen    | Prozent    | Punkte     | Gesamt |
| ----- | -------- | ------------- | -------------------------------------------------------------------------------------- | -------- | ------------------------- | ------ | ---------- | ---------- | ---------- | ---------- | ------ |
| 1.    | 6        | Blanca Paloma | Eaea M/T: Blanca Paloma, José Pablo Polo                                               | Spanisch | Hey                       | 94     | 35         | 9.898      | 28,28      | 40         | 165    |
| 2.    | 5        | Agoney        | Quiero arder M/T: Agoney Hernández Morales, Marta Martínez López, Andrés Huélamo López | Spanisch | Ich möchte brennen        | 80     | 30         | 9.515      | 27,19      | 35         | 145    |
| 3.    | 8        | Vicco         | Nochentera M/T: Victoria Riba, Rubén Pérez Pérez, Joan Valls Paniza                    | Spanisch | Die ganze Nacht           | 59     | 40         | 6.030      | 17,23      | 30         | 129    |
| 4.    | 2        | Megara        | Arcadia M/T: Sara Jiménez Moral, Roberto La Lueta Ruíz, Israel Dante Ramos             | Spanisch | Arkadien                  | 50     | 28         | 2.908      | 8,31       | 28         | 106    |
| 5.    | 3        | Alice Wonder  | Yo quisiera M/T: Alicia Climent Barriuso                                               | Spanisch | Ich würde                 | 53     | 16         | 1.543      | 4,41       | 20         | 89     |
| 6.    | 1        | Karmento      | Quiero y duelo M/T: Carmen Toledo                                                      | Spanisch | Ich will und ich schmerze | 35     | 20         | 2.371      | 6,77       | 25         | 80     |
| 7.    | 7        | José Otero    | Invierno en Marte M/T: José Otero, Manu Chalud, Gabriel Oré, Kenya Saiz, Karen Méndez  | Spanisch | Winter auf dem Mars       | 37     | 22         | 977        | 2,79       | 16         | 75     |
| 8.    | 4        | Fusa Nocta    | Mi familia M/T: Ignacio Moreno González, Carlos Padilla Linares, Miriam Nares Signes   | Spanisch | Meine Familie             | 24     | 25         | 1.755      | 5,01       | 22         | 71     |

## Trivia
- Der Beitrag von Siderland ist der erste Beitrag bei einem spanischen Vorentscheid, der auf Katalanisch gesungen wurde.[12]